# Marjan Tušak
Marjan Tušak, slovenski častnik.
Polkovnik Tušak je trenutno načelnik odseka za RKBO na GŠSV.